# Bosnischer Burek
Als Burek wird in Bosnien und Herzegowina ein mit Fleisch gefülltes Teiggericht bezeichnet.  Während in anderen Ländern des ehemaligen Jugoslawiens die Bezeichnung Burek allgemein für gefüllte Teiggerichte unabhängig von der Füllung genutzt wird, bezieht es sich in Bosnien nur auf die Variante mit Fleisch. Als Oberbegriff für gefüllten Strudelteig wird der Begriff pita genutzt (Bsp. Burek mit Käse nennt man Pita Sirnica).

## Zubereitung

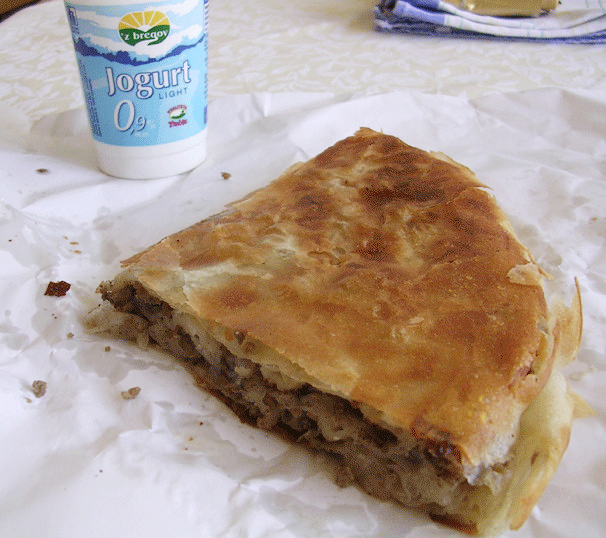
Runder Burek

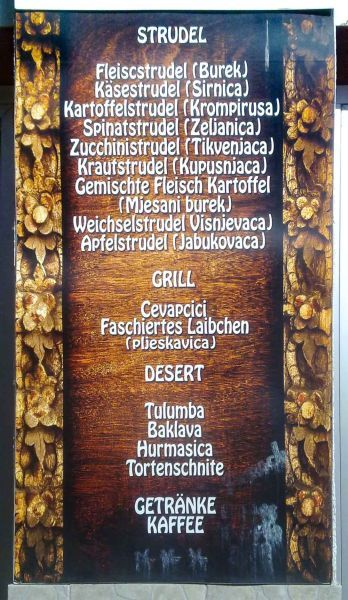
Burek-Menü

Burek wird traditionell in runden, topfähnlichen Backblechen zubereitet. Die Teigblätter werden entweder mit Fett und Füllung übereinander gelegt oder zu einer Spirale gerollt.

### Bosnien und Herzegowina
In Bosnien und Herzegowina wird in der Regel nur die mit Fleisch gefüllte Variante als burek bezeichnet. Der allgemeine Name für gefüllten Strudelteig lautet pita. Für die verschiedenen Füllungen existieren im Bosnischen eigene Namen: So ist sirnica mit Käse gefüllt, krompiruša (krompiruscha) mit Kartoffeln, zeljanica (zeljaniza) mit grünem Blattgemüse wie Spinat oder Mangold, tikvenica (tikweniza) mit Kürbis, kupusnjača (kupusnjatscha) mit Kraut.

### Serbien

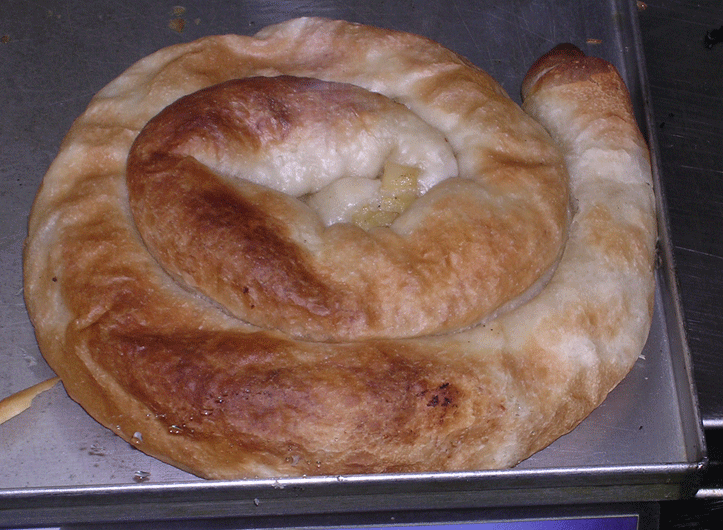
Eine Art bosnischer Pita (gerollte Variante)

In Serbien wird gefüllter Blätterteig mit jeglichem Inhalt als burek oder pita bezeichnet. Beim Bestellen muss die gewünschte Füllung genannt werden. Der zur Spirale gerollte Blätterteig wird als savijača (gerollte) bezeichnet. Diese Version ist weniger verbreitet. Verbreiteter ist die geschichtete pita, bzw. burek, die wesentlich breiter und reicher belegt ist. Pita ist knuspriger, da die Teigblätter noch dünner sind. Nach dem Zweiten Weltkrieg wurde Burek aus Serbien auch in anderen Teilen Jugoslawiens (Kroatien, Slowenien) bekannt und außerordentlich beliebt. Die bosnischen Pitas fanden ihren Weg etwas später.

### Albanien und Kosovo
In Albanien sowie im Kosovo gehört Burek zu den traditionellen Gerichten und wird dort insbesondere in seiner fleischhaltigen Form zubereitet, wobei im albanischsprachigen Teil keine Unterscheidung zu pita gemacht wird, was die genaue Teigvariante und Füllung betrifft.

## Ursprung
Die Speise war ein beliebter Bestandteil der osmanischen Küche und wurde möglicherweise am osmanischen Hof entwickelt. Es besteht allerdings auch die Möglichkeit, dass sie ihren Ursprung bei den Turkvölkern Zentralasiens findet. Andere Versionen stammen womöglich aus der klassischen Ära des östlichen Mittelmeerraums. Es gibt Hinweise, dass der erste Burek in der serbischen Stadt Niš zubereitet worden ist. Im Jahre 1498 soll in Niš durch die Besatzung der Türken und des Osmanischen Reiches der erste Burek entstanden sein und der erste Burek-Bäcker soll ein Türke namens Mehmed Oğlu gewesen sein. 2011 wurde in Niš auf der Burekdžijada (Burek Festival) der größte Burek der Welt mit 200 kg zubereitet.

## Ambiguität des Begriffs
In Belgrad bereitet man traditionell den runden Burek zu. Nach den Jugoslawienkriegen eröffneten Flüchtlinge die so genannten buregdžinice, in denen in Bosnien traditionell bosnischer Burek verkauft wird, die es aber in Belgrad nur selten gab. Doch die Lage war verwirrend. Man nannte einige Zeit beide Gerichte Burek. Erst kurz vor 2005 hat sich der Name bosanske pite (bosnische Pitas) als Bezeichnung für den bosnischen Burek, Sirnica (mit Käse, was auf Serbokroatisch „sir“ heißt) oder Krompiruša (auch „krumpiruša“ von serbokroatisch „krompir“/„krumpir“, dt. „Kartoffel“) eingebürgert.